# Sergej Narysjkin

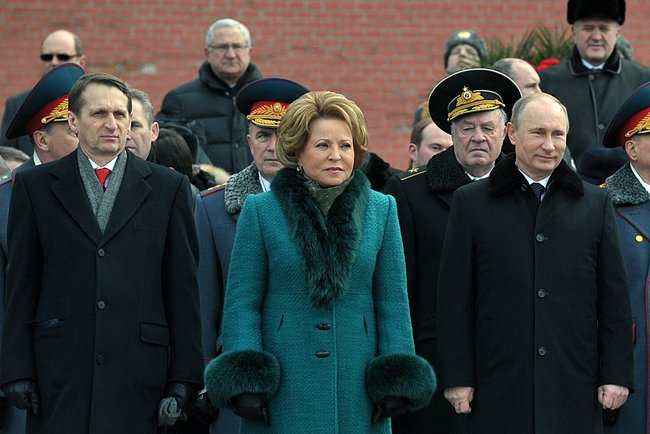
Narysjkin, Valentina Matvijenko och Vladimir Putin vid den okände soldatens grav i Moskva, 2013.

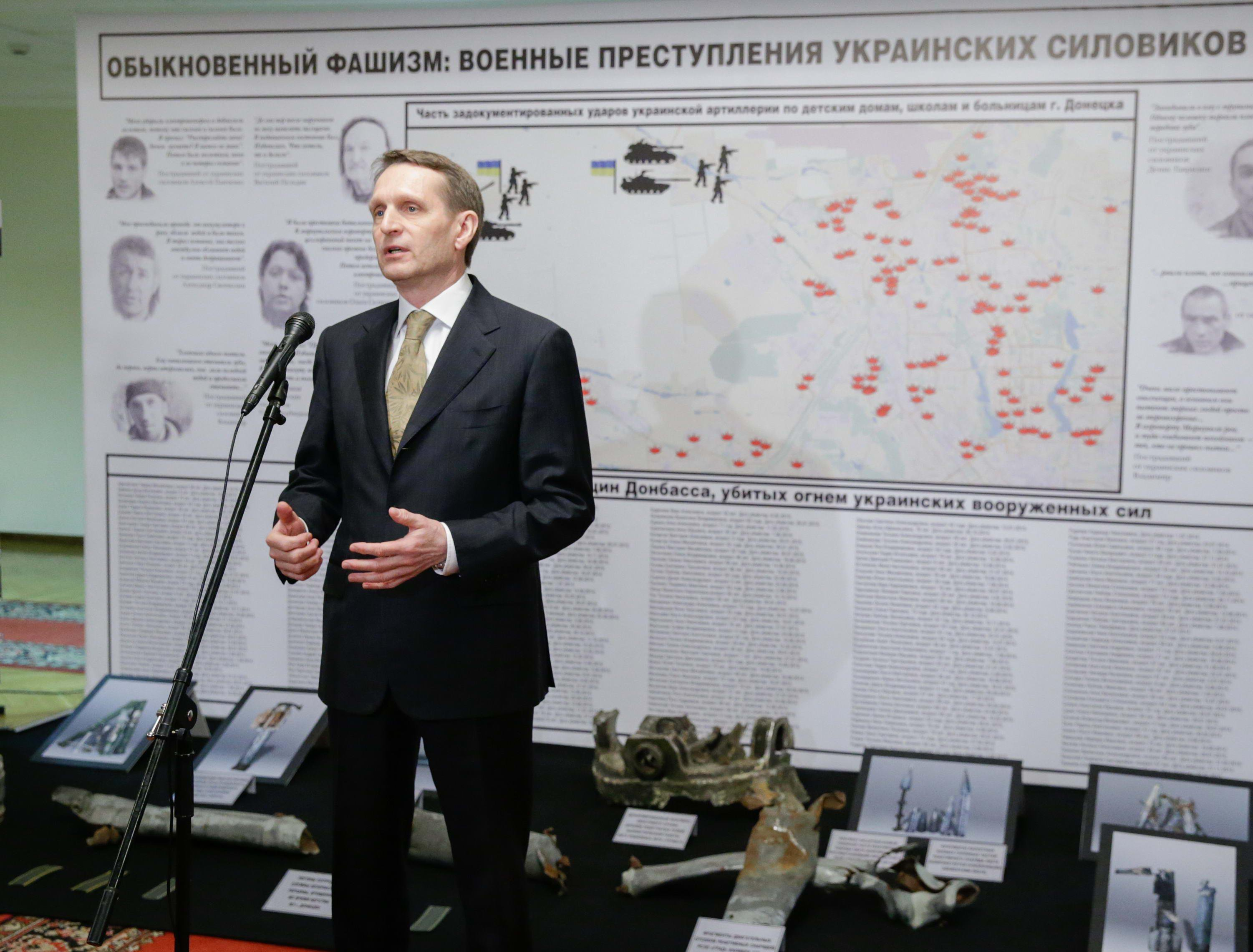
Sergej Narysjkin inviger propagandautställningen ”Vanlig fascism - krigsförbrytelser av de ukrainska säkerhetsstyrkorna (2014-2016)” i statsduman den 28 mars 2016.

Sergej Jevgenjevitj Narysjkin (ryska: Сергей Евгеньевич Нарышкин, IPA: [sʲɪrˈɡʲej jɪˈvɡʲenʲɪvʲɪtɕ nɐˈrɨʂkʲɪn]), född 27 oktober 1954 i Leningrad, Ryska SFSR (nuvarande Sankt Petersburg, Ryssland), är en rysk ingenjör, politiker och underrättelseofficer. Sedan 2016 är han chef för Ryska federationens yttre underrättelsetjänst (SVR).

## Biografi
Sergej Narysjkin utbildade sig vid Leningrads mekaniska institut, där han 1978 tog examen som ingenjör i mekanik och blev förstesekreterare i institutets Komsomol-avdelning. Han studerade från 1978–80 på KGB:s högskola i dess avdelning för spioneri i Frankrike. Mellan 1988 och 1992 tjänstgjorde han som ekonomisk rådgivare vid Sovjetunionens ambassad i Bryssel, Belgien.
På 1990-talet utexaminerades han i ekonomi från Sankt Petersburgs internationella institut för förvaltning. Åren 1992–95 arbetade han med ekonomiska frågor inom Sankt Petersburgs kommunala förvaltning, och därefter på banken Promstrojbank samt 1997–2004 inom Leningrad oblasts förvaltning. Sedan 2004 är han även styrelseledamot inom det statliga oljebolaget Rosneft.
År 2004 blev han biträdande ekonomichef inom Rysslands presidentadministration och senare samma år samordningsminister. År 2007 blev han biträdande premiärminister med ansvar för ekonomiskt samarbete inom Oberoende staters samvälde. Åren 2008–12 var han stabschef inom presidentadministrationen, och 2011–16 talman i statsduman. År 2016 utsågs Sergej Narysjkin till chef för Ryska federationens yttre underrättelsetjänst (SVR).
I november 2021 avfärdade Narysjkin rapporter om en möjlig förestående rysk invasion av Ukraina som propaganda från USA:s utrikesdepartement. I februari 2022 uppmärksammades ett tv-sänt extrainsatt möte med Rysslands säkerhetsråd gällande erkännandet av Folkrepubliken Donetsk och Folkrepubliken Lugansk, då president Vladimir Putin pressade Narysjkin och uppmanade honom att ”prata tydligt”.
Efter den ryska annekteringen av Krimhalvön 2014 införde USA, EU och Storbritannien i mars 2014 sanktioner mot ett antal personer i och med kopplingar till Rysslands regering, däribland Narysjkin. Efter Rysslands invasion av Ukraina i februari 2022 införde samtliga ytterligare sanktioner mot bland annat Narysjkin.

## Utmärkelser

### Ryssland
- Medalj av andra klassen av Fäderneslandets förtjänstorden, 4 juni 2008.[10]
- Ärans orden, 27 oktober 2004.[10]
- Fjärde klassen av Fäderneslandets förtjänstorden, 4 juni 2008.[10]
- Tredje klassen av Fäderneslandets förtjänstorden, 2010.[10]
- Alexander Nevskijorden, 27 oktober 2014.[10]
- Vänskapsorden, 2016.[10]

### Utländska utmärkelser
- Riddare av Franska Hederslegionen, 2007.[10]
- Belarusiska Orden för folkens vänskap, 2009.[10]
- Azerbajdzjanska Vänskapsorden, 2012.[10]
- Turkmenska Neutralitetsorden, 2012.[10]
- Armeniska Ärans orden, 2015.[10]
- Belarusiska Ärans orden, 2015.[10]
- Andra klassen av Kazakiska Vänskapsorden, 2016.[10]
- Vietnamesiska Vänskapsorden, 1 december 2021.[11]